# Lalar
Lalar (persiska: للر) är en ort i Iran.   Den ligger i provinsen Khuzestan, i den centrala delen av landet, 400 km söder om huvudstaden Teheran. Lalar ligger 1 369 meter över havet och antalet invånare är 517.
Terrängen runt Lalar är bergig åt nordost, men åt sydväst är den kuperad.Runt Lalar är det ganska glesbefolkat, med 48 invånare per kvadratkilometer. Lalar är det största samhället i trakten. Trakten runt Lalar består i huvudsak av gräsmarker.